# Scalibregma hanseni
Scalibregma hanseni is een borstelworm uit de familie Scalibregmatidae. De wetenschappelijke naam van de soort werd voor het eerst geldig gepubliceerd door Bakken, Oug & Kongsrud in 2014.
Pas in 2004 werd deze soort gevonden toen een grote collectie verzameld uit de diepere delen van de Noordelijke Ijszee onderzocht kon worden. Kenmerkend voor de soort is het bezit van drie in plaats van een set armen en stekels achterop het rug- en staartdeel. De soort leeft in water met een gemiddelde temperatuur tussen de 7 °C en onder de  0 °C.